# Mona-Liisa Nousiainen
Pour les articles homonymes, voir Nousiainen.
Mona-Liisa Nousiainen, née Malvalehto le 20 juillet 1983 à Rovaniemi et morte le 29 juillet 2019 à Kouvola, est une fondeuse finlandaise, spécialiste du sprint, dont la carrière s'est étendue de 2001 à 2018.

## Biographie

### Musique
Mona-Liisa Nousiainen n'est pas seulement une skieuse, elle joue aussi l'accordéon et a étudié à l'Académie Sibelius. Elle remporte plusieurs récompenses nationales. 

### Carrière sportive
Mona-Liisa Nousiainen connaît sa première sélection internationale aux Championnats du monde junior 2001. Lors de l'édition suivante, elle est récompensée par un titre au sprint. En 2003, c'est en distance qu'elle s'illustre en s'adjugeant son deuxième titre mondial chez les juniors en gagnant le quinze kilomètres classique. C'est aussi durant cet hiver, qu'elle prend son premier départ en Coupe du monde à Kuopio, marquant ses premiers points au mois de mars à Stockholm (14e du sprint). 
En 2005, elle figure pour la première fois dans un championnat du monde à Oberstdorf, atteignant les demi-finales du sprint pour une septième place finale. Dans cette dynamique, Malvalehto termine da saison avec deux classements dans le top dix en Coupe du monde à Lahti (7e) et surtout Oslo, où elle fait ses débuts en tant que finaliste, terminant quatrième. La saison 2006-2007 est l'une des meilleures de la fondeuse, accumulant quatre top dix et finissant 27e du classement général de la Coupe du monde, son plus haut en carrière.
Le 12 janvier 2013, Mona-Liisa Nousiainen s'offre le premier et unique succès individuel (et podium) de sa carrière en Coupe du monde en dominant le sprint classique de Liberec. Elle gagne plus tard le sprint par équipes de Sotchi 
avec Anne Kyllönen. Elle est ensuite septième du sprint classique des Mondiaux de Val di Fiemme, égalant son résultat de 2005. Elle finit sa saison au huitième rang du classement sprint en Coupe du monde, grâce à deux sixièmes places à Drammen et Stockholm.
Aux Jeux olympiques d'hiver de 2014, à Sotchi, pour sa seule participation, elle est 27e du sprint libre. Cet hiver, elle se classe deuxième du sprint par équipes à Nové Město na Moravě et signe son dernier top dix dans l'élite à Asiago.
Elle ajoute une quatrième participation aux Championnats du monde en 2015 à son actif.
A l'issue de l'hiver 2017-2018, où elle échoue à se qualifier pour les Jeux olympiques de Pyeongchang, elle prend sa retraite sportive.

### Mort
Mona-Liisa Nousiainen meurt le 29 juillet 2019 à l'âge de 36 ans d'une longue maladie.

### Famille
Mona-Liisa Nousiainen est mariée au fondeur Ville Nousiainen avec lequel elle a un enfant.

## Palmarès

### Jeux olympiques
| Épreuve / Édition | Sprint | Sprint                           | 10 km                            | 10 km     | Skiathlon 2 × 7,5 km | 30 km | Relais | Relais   |
| Épreuve / Édition | libre  | classique                        | libre                            | classique | Skiathlon 2 × 7,5 km | 30 km | Sprint | 4 × 5 km |
| JO 2014 Sotchi    | 29e    | Épreuve inexistante à cette date | Épreuve inexistante à cette date | —         | —                    | —     | —      | —        |

Légende :
- : pas d'épreuve
- — : non disputée par Nousiainen

### Championnats du monde
| Épreuve / Édition           | Sprint                           | Sprint    | 10 km                            | 10 km                            | Poursuite / Skiathlon 2 × 7,5 km | 30 km | Relais | Relais   |
| Épreuve / Édition           | libre                            | classique | libre                            | classique                        | Poursuite / Skiathlon 2 × 7,5 km | 30 km | Sprint | 4 × 5 km |
| Mondiaux 2005 Oberstdorf    | —                                | 7e        | Épreuve inexistante à cette date | —                                | —                                | —     | —      | —        |
| Mondiaux 2007 Sapporo       | —                                | 12e       | Épreuve inexistante à cette date | —                                | —                                | —     | —      | —        |
| Mondiaux 2013 Val di Fiemme | Épreuve inexistante à cette date | 7e        | —                                | Épreuve inexistante à cette date | —                                | —     | —      | —        |
| Mondiaux 2015 Falun         | Épreuve inexistante à cette date | 22e       | -                                | Épreuve inexistante à cette date | —                                | -     | —      | -        |

Légende :
- : pas d'épreuve
- — : non disputée par Malvalehto

### Coupe du monde
- Meilleur classement général : 27e en 2007.
- Meilleur classement en sprint : 8e en 2013.
- 3 podiums : 
  - 1 podium en épreuve individuelle : 1 victoire.
  - 2 podiums en épreuve par équipes : 1 victoire et 1 deuxième place.

#### Détail de la victoire
| Épreuve / Édition | Sprint | Sprint    |
| Épreuve / Édition | libre  | classique |
| 2012-13           |        | Liberec   |

#### Classements en Coupe du monde
| Saison    | Classement général final | Classement distance | Classement sprint |
| 2001-2002 | 71e                      |                     | 47e               |
| 2002-2003 | 61e                      |                     | 43e               |
| 2003-2004 | 64e                      | 58e                 | 45e               |
| 2004-2005 | 39e                      |                     | 18e               |
| 2005-2006 | 58e                      |                     | 32e               |
| 2006-2007 | 27e                      |                     | 11e               |
| 2007-2008 | 38e                      |                     | 24e               |
| 2008-2009 | 82e                      |                     | 57e               |
| 2011-2012 | 40e                      |                     | 18e               |
| 2012-2013 | 30e                      |                     | 8e                |
| 2013-2014 | 54e                      |                     | 25e               |
| 2014-2015 | 61e                      |                     | 28e               |
| 2015-2016 | 63e                      |                     | 43e               |
| 2016-2017 | 104e                     |                     | 77e               |

### Championnats du monde junior
| Épreuve / Édition               | Sprint        | Sprint                           | 5 km                             | 5 km                             | 15 km              | Relais |
| Épreuve / Édition               | libre         | classique                        | libre                            | classique                        | 15 km              | Relais |
| Mondiaux 2001 Karpacz-Szklarska | 4e            | Épreuve inexistante à cette date | Épreuve inexistante à cette date | 7e                               |                    |        |
| Mondiaux 2002 Schonach          | Médaille d'or | Épreuve inexistante à cette date | 43e                              | Épreuve inexistante à cette date | Médaille de bronze |        |
| Mondiaux 2003 Solleftea         | 7e            | Épreuve inexistante à cette date | Épreuve inexistante à cette date | Médaille d'or                    | 9e                 |        |

### Championnats de Finlande
- Gagnante du sprint classique en 2013.